# .nl
.nl је највиши Интернет домен државних кодова (ccTLD) за Холандију.